# 楠姜古德
纳恩姜格乌德（Nanjangud），是印度卡纳塔克邦Mysore县的一个城镇。总人口48220（2001年）。

## 人口
该地2001年总人口48220人，其中男性24384人，女性23836人；0—6岁人口5271人，其中男2604人，女2667人；识字率68.38%，其中男性为73.84%，女性为62.79%。